# (7776) Takeishi
(7776) Takeishi ist ein Asteroid des inneren Hauptgürtels, der am 20. Januar 1993 vom japanischen Astronomen Takeshi Urata am Nihondaira-Observatorium (IAU-Code 385) in Japan entdeckt wurde.
Der Asteroid wurde nach dem japanischen Amateurastronomen Masanori Takeishi (* 1950) benannt, der von 1975 bis 1993 der Chefredakteur des Japan Astronomical Circular war.